# Veľký Krtíš (distrito)
O Distrito de Veľký Krtíš (eslovaco: Okres Veľký Krtíš) é uma unidade administrativa do sul da Eslováquia, situado na Banská Bystrica (região), com 46.597 habitantes (em 2003) e uma superfície de 849 km².

## Demografia
| Ano:        | 1994   | 2004   | 2014   | 2024   |
| ----------- | ------ | ------ | ------ | ------ |
| Broj ljudi: | 46 941 | 46 462 | 44 826 | 40 598 |
| Razlika:    |        | -1,02% | -3,52% | -9,43% |

| Ano:               | 2023   | 2024   |
| ------------------ | ------ | ------ |
| Número de pessoas: | 40 900 | 40 598 |
| Diferença:         |        | -0,73% |

## Cidades
- Modrý Kameň
- Veľký Krtíš (capital)

## Municípios
- Balog nad Ipľom
- Bátorová
- Brusník
- Bušince
- Čebovce
- Čeláre
- Čelovce
- Červeňany
- Dačov Lom
- Dolinka
- Dolná Strehová
- Dolné Plachtince
- Dolné Strháre
- Ďurkovce
- Glabušovce
- Horná Strehová
- Horné Plachtince
- Horné Strháre
- Hrušov
- Chrastince
- Chrťany
- Ipeľské Predmostie
- Kamenné Kosihy
- Kiarov
- Kleňany
- Koláre
- Kosihovce
- Kosihy nad Ipľom
- Kováčovce
- Lesenice
- Ľuboriečka
- Malá Čalomija
- Malé Straciny
- Malé Zlievce
- Malý Krtíš
- Muľa
- Nenince
- Nová Ves
- Obeckov
- Olováry
- Opatovská Nová Ves
- Opava
- Pôtor
- Pravica
- Príbelce
- Sečianky
- Seľany
- Senné
- Sklabiná
- Slovenské Ďarmoty
- Slovenské Kľačany
- Stredné Plachtince
- Sucháň
- Suché Brezovo
- Širákov
- Šuľa
- Trebušovce
- Veľká Čalomija
- Veľká Ves nad Ipľom
- Veľké Straciny
- Veľké Zlievce
- Veľký Lom
- Vieska
- Vinica
- Vrbovka
- Záhorce
- Závada
- Zombor
- Želovce